# هيو كارول فرازر
هيو كارول فرازر (بالإنجليزية: Hugh Carroll Frazer) هو ضابط أمريكي، ولد في 22 فبراير 1891 في مرتينسبورغ في الولايات المتحدة، وتوفي في 9 يوليو 1975.